# Amores peligrosos
Amores peligrosos es una película dramática colombiana de 2013 dirigida y escrita por Antonio Dorado Zúñiga. Cuenta con las actuaciones de Juanita Arias, Marlon Moreno, Kathy Sáenz, Felipe Cortés y Jean Paul Leroux.

## Sinopsis
Sofía conoce a Tony, un apuesto hombre de dudosa reputación que le abre las puertas a un mundo desconocido para ella donde todo es dinero, sexo libre, fiesta y drogas. En ese mundo conoce a Fernando y a Carolina, una pareja que vive su vida la máximo. Sofía debe decidir si regresa a su vida sin emociones o si continúa en el desenfreno de su nueva etapa.

## Reparto
- Juanita Arias
- Felipe Cortés
- Marlon Moreno
- Kathy Sáenz
- Jean Paul Leroux
- Marleyda Soto